# 大カリ岩

ブーベ島の地図

大カリ岩（だいカリがん、ストーレカリ岩、ノルウェー語: Store-Kari、英語: Store Kari Rock）は、南大西洋に浮かぶノルウェー領ブーベ島の北に存在する岩。位置はノルベギア岬の東にある。